# Kurt Steffelbauer

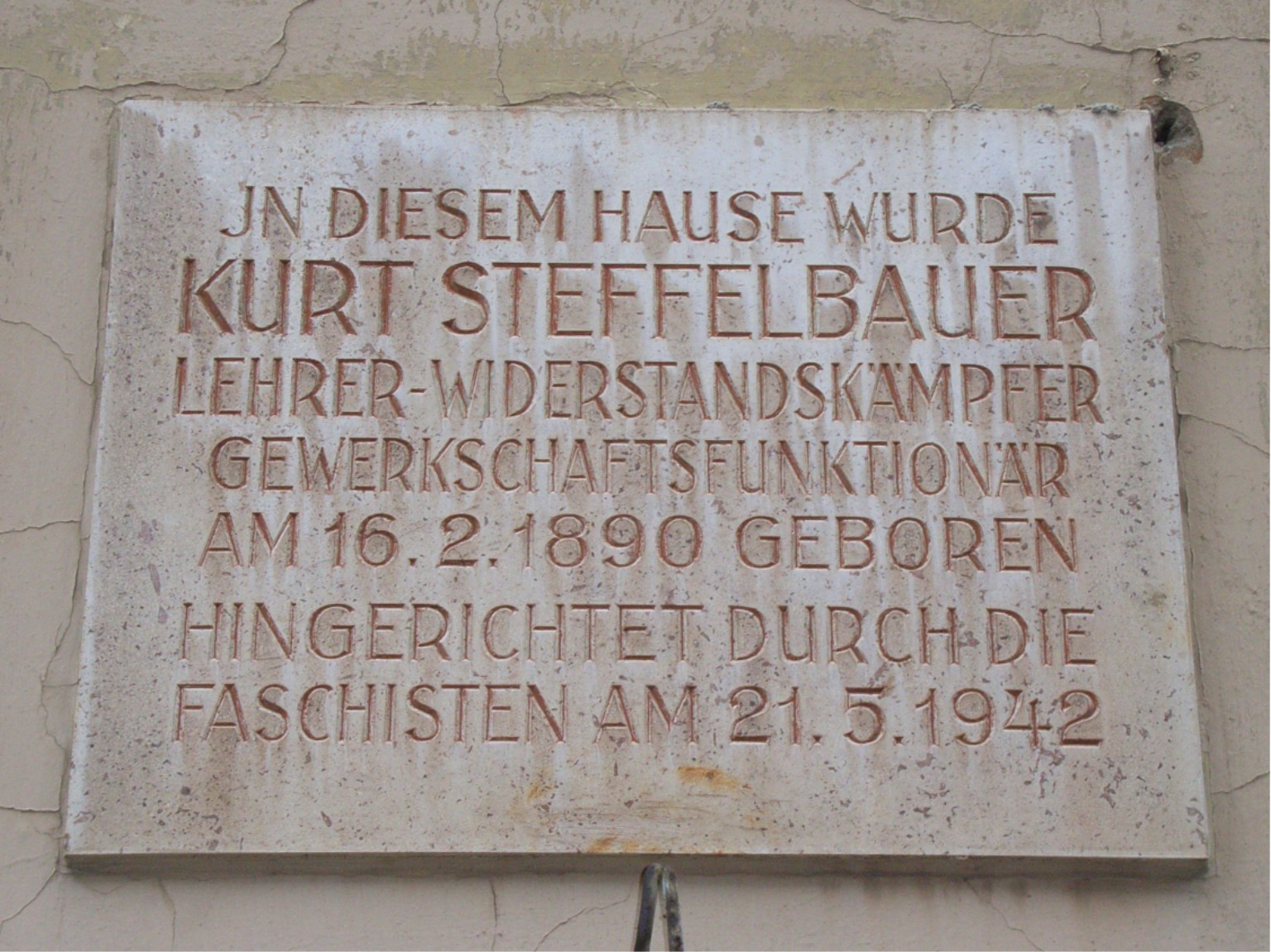
Gedenktafel für Kurt Steffelbauer am Haus Konsulstraße 1 in Görlitz

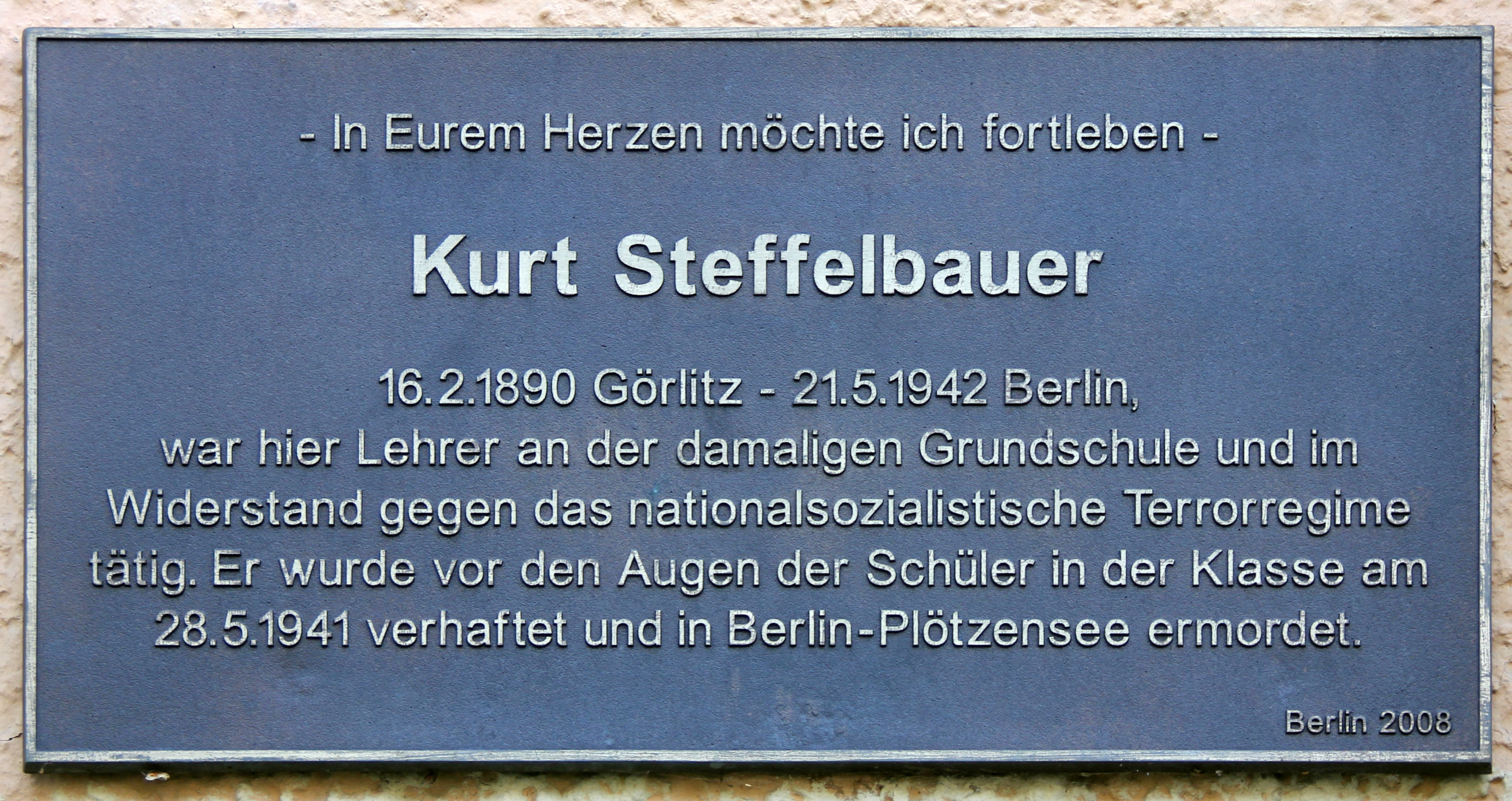
Gedenktafel am Haus, Tegeler Straße 18, in Berlin-Wedding

Kurt Steffelbauer (* 16. Februar 1890 in Görlitz; † 21. Mai 1942 in Berlin-Plötzensee) war ein deutscher Lehrer, Gewerkschafter, Widerstandskämpfer gegen den Nationalsozialismus und KPD-Mitglied.

## Leben
Nachdem er das Lehrerexamen erhalten hatte, unterrichtete Steffelbauer zunächst im Landkreis Görlitz. 1914 kämpfte er an als Frontsoldat im Ersten Weltkrieg, wobei er 1915 schwer verwundet und anschließend als Leutnant der Reserve ausgemustert wurde. Daraufhin ging Steffelbauer ins Ausland und unterrichtete 1918/19 in einem Waisenhaus in Beirut (heute Libanon). Später war er Sekretär des Deutschen Eisenbahner-Verbandes. 1924 trat er der KPD bei, 1926 Lehrergewerkschaft. Zunächst war er in Buer (Westfalen) als Lehrer tätig, ab 1927 im Berliner Stadtteil Wedding, später in Oberschöneweide. 1928 übernahm er eine hauptamtliche Tätigkeit in der Gewerkschaft. 1933 wurde er aus politischen Gründen als Lehrer entlassen, jedoch im selben Jahr wieder eingestellt.
Seine Tätigkeit als Lehrer verband Steffelbauer mit damals illegaler antifaschistischer Arbeit in einer Widerstandsgruppe, der auch die Eltern von Tamara Bunke sowie Käte Agerth, Martin Schwantes und Kurt Lange angehörten. So informierte er u. a. andere Widerstandsgruppen (z. B. die in den Siemenswerken unter Alfred Grünberg), diente als Anlaufstelle für Auslandskuriere, hielt Kontakt zur KPD in Prag und verfasste Flugschriften wie Was wir wollen und wofür wir kämpfen oder Wahnsinnige regieren Deutschland. Im Januar 1939 nahm er an der Berner Konferenz der KPD teil, wo er zusammen mit Arthur Emmerlich agierte.
Am 28. Mai 1941 wurde Steffelbauer verhaftet und in die Haftanstalt Plötzensee verbracht. Am 10. Januar 1942 wurde er vom 2. Senat des Volksgerichtshofes zusammen mit Arthur Emmerlich, Alfred Grünberg und Johann Gloger zum Tod verurteilt und am 21. Mai 1942 in Plötzensee hingerichtet.

## Ehrungen
- Am 21. Mai 1951 wurde die Kaiserstraße in Treptow-Köpenick zu seinen Ehren in Steffelbauerstraße umbenannt.
- Am 11. September 1960 erhielt die 7. Polytechnische Oberschule in Görlitz den Namen Kurt Steffelbauer.[1]
- Die 9. Polytechnische Oberschule in Meißen trug den Namen Kurt Steffelbauer.